# Station Nottingham
Nottingham is een spoorwegstation en tramhalte van National Rail in Nottingham in Engeland. Het station is eigendom van Network Rail en wordt beheerd door East Midlands Railway en Nottingham Express Transit. Het station is geopend in 1848. Het station is Grade II* listed.

## Afbeeldingen

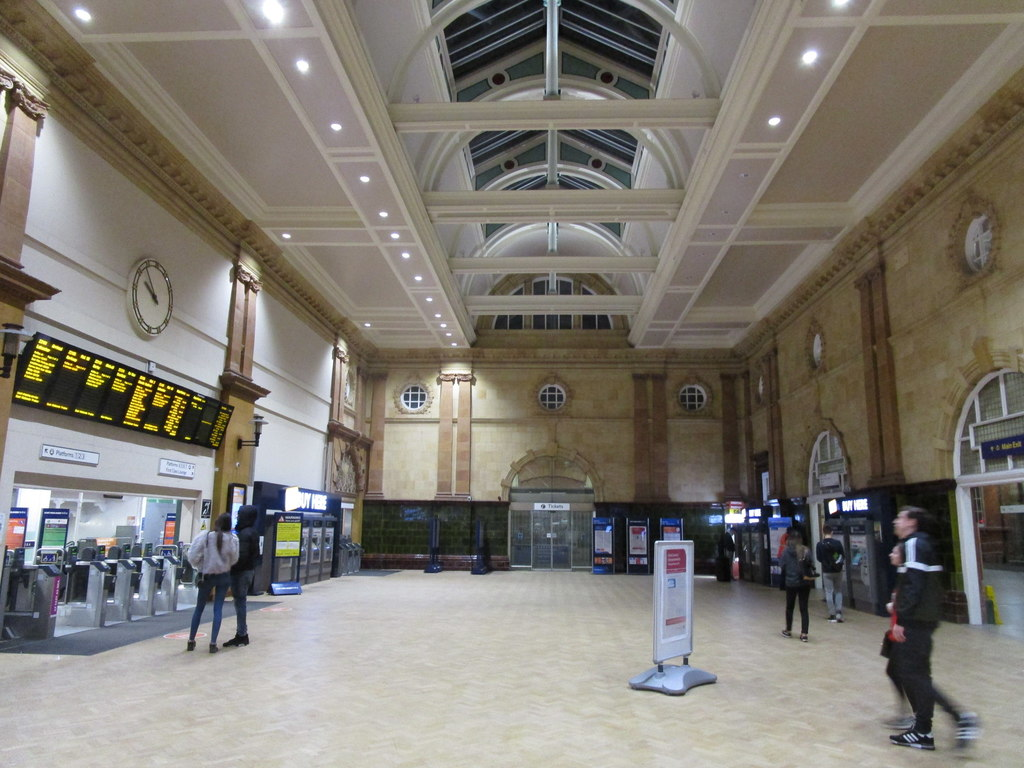
Stationshal
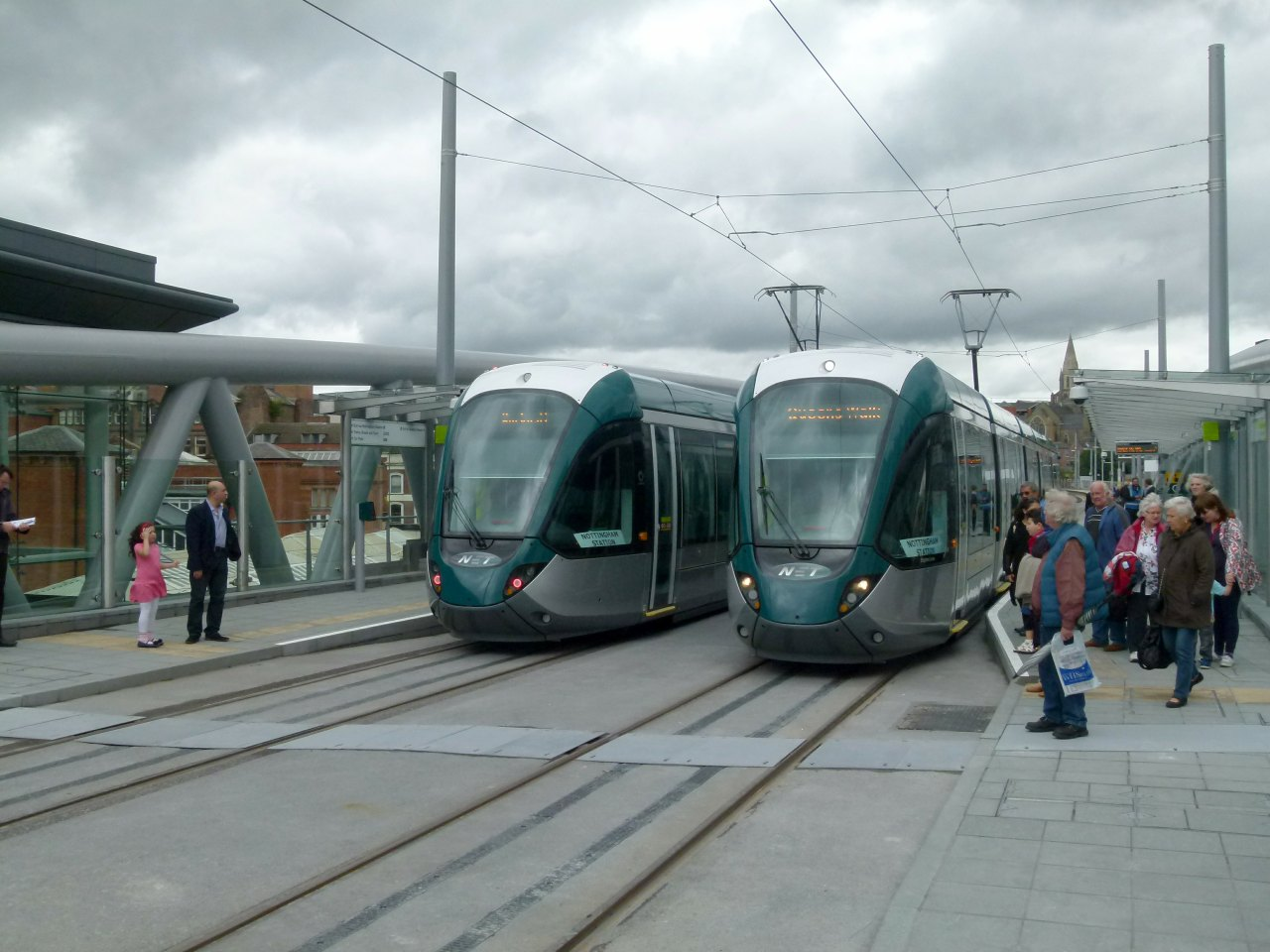
Tramhalte